# Cirsium komarovii
Cirsium komarovii là một loài thực vật có hoa trong họ Cúc. Loài này được Schischk. mô tả khoa học đầu tiên năm 1939.